# جاسوربيك جالاليدينوف
جاسوربيك جلال الدينوف أو جاسوربيك جالاليدينوف (مواليد 15 مايو 2002) هو لاعب كرة قدم أوزبكي يلعب في مركز الوسط في نادي لوكوموتيف موسكو.

## روابط خارجية
- جاسوربيك جالاليدينوف على موقع قاعدة بيانات كرة القدم.إي يو (الإنجليزية)
- جاسوربيك جالاليدينوف على موقع ناشيونال فوتبول تيمز (الإنجليزية)
- جاسوربيك جالاليدينوف على موقع Soccerway.com (الإنجليزية)
- جاسوربيك جالاليدينوف على موقع عالم كرة القدم.نت (الإنجليزية)